# Робинсон, Джин
Вики Джин Робинсон (англ. Vicky Gene Robinson, род. 29 мая 1947 года в Лексингтоне, штат Кентукки, США) — 9-й епископ диоцеза Нью-Гэмпшир Епископальной церкви США до 5 января 2014 года. Робинсон был избран епископом в 2003 году и вступил в должность в марте 2004 года. До этого он был преподобным каноником и помощником епископа, своего предшественника в диоцезе Нью-Гэмпшира.
Робинсон широко известен как первый открытый гей, рукоположённый во епископы в Англиканском сообществе, верящем в исторический епископат. В 2008 году он заключил гражданское партнёрство с Марком Эндрю, с которым в 2014 году расстался.